# Земельный совет Израиля
Земельный совет Израиля — государственное учреждение, совет, которое наблюдает за работой Земельного управления Израиля и утверждает его бюджет.

## История
Совет был создан в соответствии с Законом об управлении земельными ресурсами Израиля 1960 года (раздел 3)  и отвечает за определение земельной политики, в соответствии с которой будут управляться земли Государства Израиль . Согласно закону, правительство назначает членов Земельного совета Израиля и их заместителей. Совет собирается несколько раз в год для обсуждения вопросов, связанных с земельной политикой страны и деятельностью Земельного управления Израиля. Предложения по повестке дня совета направляются общественности для комментариев после их распространения среди членов совета. Раз в год директор Управления представляет подробный отчет о деятельности Управления Земельному совету Израиля. Совет выбирает из числа своих членов подкомитеты, такие как: Комитет по освобождению, Комитет по аудиту и другие.

## Состав
Совет возглавляют министр финансов Израиля и состоит ещё из 9 членов. Согласно закону, в состав совета входят 7 представителей правительства и 2 представителя Еврейского национального фонда. Кроме того, в совете есть наблюдатель от органов, занимающихся сохранением качества окружающей среды. Представителями правительства являются: представитель премьер-министра, представитель министра сельского хозяйства, представитель министра жилищного строительства, представитель министерства финансов, представитель министерства юстиции и представитель министерства по охране окружающей среды .

## Деятельность
В июле 2014 года Совет решил изменить критерии лицензирования солнечных электростанций, при этом квалифицируя существующий объект частной компании, принадлежащей Гиладу Шарону, несмотря на возражения юридического советника правительства. Решение не было реализовано из-за противодействия Министерства финансов, а по ходатайству Движения за качество государственного управления в 2016 году Высший суд справедливости постановил, что решение Совета недействительно.